# Mick Barry
Mick Barry (ur. 21 października 1943 w Brisbane, zm. 6 listopada 2020 w Gold Coast) – australijski rugbysta grający na pozycji łącznika młyna, reprezentant kraju, lekarz otorynolaryngolog.
Uczęszczał do Marist College Ashgrove, studiował następnie medycynę na University of Queensland grając jednocześnie dla Brothers Rugby Club. Z klubem triumfował w rozgrywkach Queensland Premier Rugby w sezonach 1968 i 1971. W 1966 roku zadebiutował w barwach stanowej drużyny, w której rozegrał łącznie trzydzieści spotkań – w tym także przeciwko reprezentacyjnym zespołom jak British and Irish Lions, Francji, Irlandii, Nowej Zelandii, Szkocji i RPA – zdobywając sześć przyłożeń.
W 1968 roku zagrał dla Junior Wallabies, co pod koniec tego roku zaowocowało powołaniem do seniorskiej kadry na wyprawę do Europy, w której o miejsce – podobnie jak Gareth Grey – rywalizował ze znakomitym Johnem Hipwellem. Rok później z Wallabies udał się na tournée po Południowej Afryce, gdzie zagrał w trzynastu spotkaniach, jednakże w żadnym z testmeczów. Swój jedyny występ w testmeczu kadry narodowej zaliczył pod nieobecność Johna Hipwella ze Springboks w Sydney w roku 1971, przeciwko gościom jako kapitan poprowadził także zespół Junior Wallabies.
Pracował jako otorynolaryngolog. Żonaty z Janelle, synowie Shaun i Matthew oraz córka Elise. Podczas porannego pływania w morzu w pobliżu Gold Coast został wciągnięty przez prądy strugowe, pomimo akcji ratowniczej na brzegu nie udało się go uratować.